# Williamstown (Nowy Jork)
Williamstown – miasto w Stanach Zjednoczonych, w stanie Nowy Jork, w hrabstwie Oswego.